# 渠子镇
渠子镇，是中华人民共和国陕西省咸陽市永寿县下辖的一个乡镇级行政单位。
2015年，陕西省民政厅批复同意撤销永太镇，并入渠子镇。

## 行政区划
渠子镇下辖以下地区：
八寨村、苟家村、韩家宫村、坡边头村、洛安村、下芦堡村、上芦堡村、去芳村、渠子村、六子村、潘家村、龙头沟村、五龙头村、马家山村、高家山村、永寿坊村、槐山村、焦家河村、保家沟村、车村、邵村、卢庄村、北堡村、前沟村、孟坪村、马究村、余家庄村、太村、郭村、咀头村、张贺村、立志堡村和宜家塬村。